# Jojo Rabbit
Jojo Rabbit is een Amerikaanse satirische oorlogsfilm uit 2019 die geschreven, geregisseerd en geproduceerd werd door Taika Waititi, die eveneens een hoofdrol vertolkt. De film is gebaseerd op de roman Caging Skies van schrijfster Christine Leunens. De overige hoofdrollen worden vertolkt door Roman Griffin Davis, Thomasin McKenzie, Scarlett Johansson en Sam Rockwell. Jojo Rabbit won onder meer een Oscar en een BAFTA voor beste bewerkte scenario.

## Verhaal
In de nadagen van nazi-Duitsland maakt de tienjarige Johannes 'Jojo' Betlzer deel uit van de kinderafdeling van de Hitlerjugend. Hij weet niet beter dan dat alle propaganda over Joden die hij al zijn hele leven hoort waarheid is. Aangemoedigd door zijn fanatieke denkbeeldige vriend Adolf Hitler gaat hij volledig op in de nationaalsocialistische ideologie. Wanneer Jojo tijdens een training weigert om een konijn de nek om te draaien, wordt hij uitgelachen en krijgt hij de bijnaam 'Jojo Rabbit'. In een poging om zich alsnog te bewijzen, stort hij zich vol overgave in een oefening met een steelhandgranaat. Hierbij loopt hij littekens in zijn gezicht en een mank been op. Het gevolg is dat de Hitlerjugend hem niet meer nodig heeft. Zijn moeder Rosie overtuigt hopman Klenzendorf om Jojo toch wat te laten doen, zoals het verspreiden van propaganda en verzamelen van oud ijzer.
Jojo komt er op een dag achter dat zijn moeder een Joods meisje genaamd Elsa verborgen houdt. Zij verblijft achter de wand in de slaapkamer van zijn overleden zus Inge. Hij bejegent haar zowel boos als voorzichtig, rekening houdend met alles wat hem over Joden is wijsgemaakt. Hij houdt zijn ontdekking wel voor zich en besluit om haar te bestuderen, zodat hij een boek over 'Jodengeheimen' kan maken. Elsa heeft wel schik in Jojo en spelt hem van alles op de mouw. Om haar te plezieren schrijft Jojo brieven die zogenaamd afkomstig zijn van haar verloofde Nathan, om die vervolgens aan haar voor te lezen. Elsa speelt het spel mee. De twee raken zo langzaam maar zeker steeds beter bevriend. Jojo begint zich daarbij steeds meer af te vragen wat er klopt van zijn overtuigingen over Joden.
Rosie blijkt in het geheim antinazistische boodschappen te verspreiden in de stad. Wanneer ze op een dag van thuis is, komt kapitein Herman Deertz met de Gestapo de woning inspecteren. Elsa doet zich met hulp van Jojo voor als diens zus Inge. Ze lijken ermee weg te komen, maar Elsa beseft dat ze de verkeerde datum heeft genoemd toen Klenzendorf haar vroeg op welke datum Inge jarig is. Jojo komt er op het plein achter dat zijn moeder is opgehangen. Elsa troost hem. Jojo ruilt definitief van kant.
Na het overlijden van Hitler ziet Jojo geallieerde strijdkrachten door de straten trekken. Vrouw Rahm van de Bund Deutscher Mädel stuurt nog zo veel mogelijk jongeren een kansloze strijd in. Ze trekt zodoende ook Jojo een jasje van het Deutsches Jungvolk aan en duwt hem in de richting van het wapengekletter. Zo komt hij terecht bij een groepje opgepakten, onder wie Klenzendorf. Die blijkt Elsa bewust te hebben geholpen toen ze hem een verkeerde datum noemde. Hij draagt Jojo op voor haar te zorgen, trekt zijn jasje uit en maakt hem uit voor Jood. Hierdoor laten de soldaten Jojo gaan. Jojo is bang dat Elsa weggaat als hij haar vertelt dat Duitsland de oorlog heeft verloren. Hij zegt daarom dat Duitsland heeft gewonnen. Wanneer hij haar treurnis ziet, verzint hij opnieuw een brief van Nathan. Elsa vertelt Jojo dat Nathan een jaar eerder is overleden aan tuberculose. Hij vertelt haar dat hij van haar houdt. Zij zegt hem dat ze ook van hem houdt, als van een klein broertje. De denkbeeldige Adolf is verontwaardigd, maar Jojo schopt het personage weg. Wanneer Elsa Amerikaanse soldaten ziet, realiseert ze zich dat Jojo heeft gelogen. Ze geeft hem als straf een tik. Daarna beginnen ze samen te dansen.

## Rolverdeling
| Acteur              | Personage                 |
| ------------------- | ------------------------- |
| Roman Griffin Davis | Johannes "Rabbit" Betzler |
| Thomasin McKenzie   | Elsa Korr                 |
| Taika Waititi       | Adolf Hitler              |
| Scarlett Johansson  | Rosie Betzler             |
| Sam Rockwell        | Kapitein Klenzendorf      |
| Rebel Wilson        | Fraulein Rahm             |
| Alfie Allen         | Finkel                    |
| Stephen Merchant    | Kapitein Deertz           |

## Productie

### Ontwikkeling
In 2008 bracht de Amerikaans-Nieuw-Zeelandse schrijfster Christine Leunens de roman Caging Skies uit. Het satirisch boek speelt zich af in het Wenen van de jaren 1940 en volgt een jonge, Oostenrijkse nazi die zijn wereldbeeld in vraag begint te stellen wanneer hij ontdekt dat zijn ouders een Joods meisje helpen verborgen te houden. Leunens eigen grootvader, de Vlaamse kunstschilder Guillaume Leunens, werd tijdens de Tweede Wereldoorlog als krijgsgevangene in werkkampen in Duitsland en Oostenrijk opgesloten.
Het boek werd opgepikt door de Nieuw-Zeelandse filmmaker en komiek Taika Waititi en omgevormd tot een filmscenario getiteld Jojo Rabbit. Het script belandde in 2012 op de Black List, een lijst van beste, niet-verfilmde scenario's.
In 2017 gaf Fox Searchlight Pictures groen licht voor de verfilming van het script. Fox Searchlight werd nadien, als onderdeel van filmstudio 20th Century Fox, overgenomen door The Walt Disney Company.

### Casting
In maart 2018 werd officieel aangekondigd dat Taika Waititi het project zelf zou regisseren en eveneens in de huid zou kruipen van het personage Adolf Hitler. Later die maand werd Scarlett Johansson gecast als Rosie Betzler, de moeder van het titelpersonage.
Sam Rockwell, Rebel Wilson, Alfie Allen en Stephen Merchant werden in de daaropvolgende maanden aan het project toegevoegd als Duitse officieren. De jonge, onbekende acteurs Roman Griffin Davis en Thomasin McKenzie werden gecast als respectievelijk Jojo "Rabbit" Betzler en het Joods meisje Elsa Korr.

### Opnames
De opnames gingen eind mei 2018 van start in de Barrandov Studio in Praag (Tsjechië) en eindigden in midden juli 2018. Tussen februari en april 2019 werden er bijkomende opnames georganiseerd.

## Release
Jojo Rabbit ging op 8 september 2019 in première op het internationaal filmfestival van Toronto (TIFF). De Amerikaanse première volgde op 18 oktober 2019. In Nederland en België werd de film op respectievelijk 2 en 29 januari 2020 uitgebracht.

## Prijzen en nominaties
| Jaar | Prijs                    | Categorie                                   | Genomineerde(n)              | Uitslag     |
| ---- | ------------------------ | ------------------------------------------- | ---------------------------- | ----------- |
| 2019 | National Board of Review | Top 10 films van het jaar                   | Top 10 films van het jaar    | Gewonnen    |
| 2020 | Golden Globes            | Beste film (komedie/musical)                | Beste film (komedie/musical) | Genomineerd |
| 2020 | Golden Globes            | Beste mannelijke hoofdrol (komedie/musical) | Roman Griffin Davis          | Genomineerd |
| 2020 | Critics' Choice Awards   | Beste film                                  | Beste film                   | Genomineerd |
| 2020 | Critics' Choice Awards   | Beste vrouwelijke bijrol                    | Scarlett Johansson           | Genomineerd |
| 2020 | Critics' Choice Awards   | Beste jonge acteur                          | Roman Griffin Davis          | Gewonnen    |
| 2020 | Critics' Choice Awards   | Beste bewerkte scenario                     | Taika Waititi                | Genomineerd |
| 2020 | Critics' Choice Awards   | Beste filmkomedie                           | Beste filmkomedie            | Genomineerd |
| 2020 | Writers Guild of America | Beste bewerkte scenario                     | Taika Waititi                | Gewonnen    |
| 2020 | BAFTA Awards             | Beste vrouwelijke bijrol                    | Scarlett Johansson           | Genomineerd |
| 2020 | BAFTA Awards             | Beste bewerkte scenario                     | Taika Waititi                | Gewonnen    |
| 2020 | BAFTA Awards             | Beste montage                               | Tom Eagles                   | Genomineerd |
| 2020 | BAFTA Awards             | Beste filmmuziek                            | Michael Giacchino            | Genomineerd |
| 2020 | BAFTA Awards             | Beste productieontwerp                      | Beste productieontwerp       | Genomineerd |
| 2020 | BAFTA Awards             | Beste kostuumontwerp                        | Beste kostuumontwerp         | Genomineerd |
| 2020 | Academy Awards           | Beste film                                  | Beste film                   | Genomineerd |
| 2020 | Academy Awards           | Beste vrouwelijke bijrol                    | Scarlett Johansson           | Genomineerd |
| 2020 | Academy Awards           | Beste bewerkte scenario                     | Taika Waititi                | Gewonnen    |
| 2020 | Academy Awards           | Beste montage                               | Tom Eagles                   | Genomineerd |
| 2020 | Academy Awards           | Beste productieontwerp                      | Beste productieontwerp       | Genomineerd |
| 2020 | Academy Awards           | Beste kostuumontwerp                        | Beste kostuumontwerp         | Genomineerd |